# Richard Collins-Moore
Richard Collins-Moore (Scunthorpe, Lincolnshire, 1960) és un actor anglès de teatre, cinema i televisió, conegut principalment per interpretar el paper de Déu en la pel·lícula La llamada. A Catalunya, també és conegut per interpretar el paper de Baró a la sèrie La memòria dels cargols.

## Biografia
En acabar els seus estudis de Moda i Tèxtil a la Universitat de Manchester es va traslladar a Londres on va començar a treballar com a actor. A causa de la seva incomoditat amb la situació política del país, que en aquell moment estava governat per Margaret Thatcher, va decidir anar-se'n a viure a Espanya, on ha treballat en diferents produccions teatrals, televisives i cinematogràfiques.
La seva carrera a Espanya va començar al teatre i va aparèixer també en papers episòdics a conegudes sèries de televisió com Aquí no hay quien viva o 7 vidas. El 2006 va interpretar l'hostaler a la pel·lícula El perfum: història d'un assassí, la multi-premiada adaptació de la novel·la de Patrick Süskind, dirigida peor Tom Tykwer.
També va treballar com a humorista a Noche Hache, el programa de Cuatro comandat per Eva Hache, on s'encarregava de repassar les notícies més importants de l'actualitat internacional. En la secció, anomenada Reportero de guerra, apareixia davant d"un decorat fictici amb un micròfon a la mà imitant un corresponsal del telediari.
La popularitat de l'actor ha augmentat gràcies a la seva incursió a La llamada, obra de teatre escrita i dirigida per Javier Ambrossi i Javier Calvo. Richard Collins-Moore ha interpretat el paper de Déu durant totes les temporades que s'han fet al Teatro Lara, des de la primera funció, el 2 de maig de 2013, fins a l'actualitat. El seu treball en l'obra ha estat reconegut sent nominat a millor actor de repartiment en els premis Broadway World Spain l'any 2013. El 2014, als Premis de la Unión de Actores va ser nomenat a millor actor de repartiment de teatre.
A causa del gran èxit de l'obra de teatre, el 29 de setembre de 2017 es va estrenar en cinemes la pel·lícula La llamada on va tornar a interpretar Déu.

## Treballs
Films
| Any  | Pel·lícula                       | Personatge  | Director                              |
| ---- | -------------------------------- | ----------- | ------------------------------------- |
| 1992 | El llarg hivern                  |             | Jaime Camino                          |
| 1999 | La memòria dels cargols          | Baró        | Tv3-Dagoll Dagom                      |
| 2002 | El segon nom                     | Dr. Larabee | Paco Plaza                            |
| 2006 | El perfum: història d'un assassí | Innkeeper   | Tom Tykwer                            |
| 2007 | La luna en botella               | Isaac Klum  | Eduardo Grojo                         |
| 2007 | Atasco en la nacional            | John        | Josetxo San Mateo                     |
| 2009 | Nacidas para sufrir              | Don Antonio | Miguel Albaladejo                     |
| 2017 | La llamada                       | Dios        | Javier Ambrossi i Javier Calvo Guirao |

Sèries de televisió
| Any         | Sèrie                               | Cadena                          | Personatge          | Episodis    |
| ----------- | ----------------------------------- | ------------------------------- | ------------------- | ----------- |
| 1994        | Oh! Europa                          | TV3                             | Presentador de TV   | 1 episodi   |
| 1999        | La memòria dels Cargols             | TV3                             | Baró                | 26 episodis |
| 2002        | Psico express                       | TV3                             | Dionís              | 1 episodi   |
| 2002        | Policías, en el corazón de la calle | Antena 3                        |                     | 1 episodio  |
| 2004        | Aquí no hay quien viva              | Antena 3                        | Entrevistador       | 1 episodi   |
| 2006        | 7 vidas                             | Telecinco                       | Director col·legi   | 1 episodi   |
| 2006        | Ellas y el sexo débil               | Antena 3                        |                     | 1 episodi   |
| 2006 - 2008 | El comisario                        | Telecinco                       | Jeremy Gifford      | 2 episodis  |
| 2008        | El síndrome de Ulises               | Antena 3                        |                     | 2 episodios |
| 2009        | Hermanos y detectives               | Telecinco                       |                     | 1 episodi   |
| 2009        | Somos cómplices                     | Antena 3                        | Manuel              | 2 episodis  |
| 2012        | Los sobrinos del Capitán Grant      | La 1                            | Sir Clyron          | TV-Movie    |
| 2013        | Con pelos en la lengua              | YouTube                         | Psicòleg            | 4 episodis  |
| 2015        | Aquí Paz y después Gloria           | Telecinco                       |                     | 1 episodi   |
| 2016        | Víctor Ros                          | La 1                            |                     | 1 episodi   |
| 2016        | Paquita Salas                       | Flooxer                         | Professor de teatre | 1 episodi   |
| 2017 - 2018 | Ella es tu padre                    | Telecinco / Factoría de Ficción | Epi                 | 9 episodis  |

Programes de televisió
| Any         | Programa       | Cadena       |
| ----------- | -------------- | ------------ |
| 2005 - 2008 | Noche Hache    | Cuatro       |
| 2006        | Hola Barcelona | Barcelona TV |

Teatre
- Cir Crac. Dirigida per Manuel Trías
- Los sobrinos del Capitán Grant. Dirigida per Paco Mir
- Nuts Coconuts. Dirigida per Jordi Millán
- Los mejores sketch de Mony Python. Dirigida per Yllana
- Una noche en el canal. Dirigida per Albert Boadella
- Lisístrata. Dirigida per Jérôme Savary
- Beaumarchais. Dirigida per Josep Maria Flotats
- Usted tiene ojos de mujer fatal. Dirigida per Enrique Jardiel Poncela
- La llamada. Dirigida per Javier Calvo Guirao i Javier Ambrossi
- La ceremonia de la confusión. Dirigida per Jesús Cracio